# Bouvardia karwinskyi
Bouvardia karwinskyi är en måreväxtart som beskrevs av Paul Carpenter Standley. Bouvardia karwinskyi ingår i släktet Bouvardia och familjen måreväxter. Inga underarter finns listade i Catalogue of Life.